# Miley Cyrus
Miley Ray Cyrus (tên khai sinh: Destiny Hope Cyrus; sinh ngày 23 tháng 11 năm 1992) là một ca sĩ kiêm sáng tác nhạc, diễn viên, nhà từ thiện người Mỹ. Sau khi tham gia diễn xuất với một vài vai diễn nhỏ trong loạt phim truyền hình Doc và bộ phim Big Daddy y Big Fish thời thơ ấu, cô đã trở thành một thần tượng tuổi teen với vai chính Miley Stewart trong loạt phim truyền hình Hannah Montana đình đám trên Disney Channel vào năm 2006. Cha cô, Billy Ray Cyrus, cũng tham gia diễn xuất trong loạt phim gồm tổng cộng 4 mùa, phát sóng đến năm 2011.
Cyrus có 3 album đạt vị trí số 1 trên bảng xếp hạng US Billboard 200 gồm Meet Miley Cyrus (2007), Breakout (2008) và Bangerz (2013). The Time of Our Lives (2009), Can't Be Tamed (2010) và Younger Now (2017) ngay khi phát hành đã đạt vị trí top 5 tại Hoa Kỳ và album Miley Cyrus & Her Dead Petz (2015) đã được phát hành trực tuyến miễn phí trên SoundCloud. Ngoài ra, Cyrus còn sở hữu thêm hai ca khúc nhạc phim vị trí đầu bảng và ba ca khúc nằm trong top 10 dưới tên Hannah Montana. Cô cũng có 9 đĩa đơn gia nhập vào top 10 bảng xếp hạng US Billboard Hot 100: "See You Again", "7 Things", "The Climb", "He Could Be the One" (dưới tên Hannah Montana), "Party in the U.S.A.", "Can't Be Tamed", "We Can't Stop", "Malibu", "Midnight Sky" và đĩa đơn quán quân "Wrecking Ball".
Cyrus đã khởi đầu sự nghiệp điện ảnh của cô với vai trò diễn viên lồng tiếng trong bộ phim hoạt hình Bolt (2008), sau đó cô tham gia diễn xuất cho bộ phim Hannah Montana: The Movie (2009) và bộ phim The Last Song (2010). Về mảng truyền hình, cô từng là người dẫn chương trình 2015 MTV Video Music Awards và dẫn dắt chương trình Saturday Night Live ba lần kể từ lần đầu xuất hiện vào năm 2011. Cyrus cũng từng giữ vai trò huấn luyện viên cho cuộc thi ca hát thực tế The Voice, và xuất hiện 2 mùa của chương trình kể từ lần đầu năm 2016. Hình ảnh của Cyrus là chủ đề đáng chú ý được bình luận và gây ra những tranh cãi trong dư luận, trong đó gồm cả việc chuyển đổi hình ảnh của cô từ lành mạnh sang hướng tình dục cao vào đầu những năm 2010. Cô cũng sở hữu cho mình số lượng khổng lồ các giải thưởng và đề cử khi được vinh danh là "Nghệ sĩ của năm" bởi MTV năm 2013. Cô còn được đưa vào danh sách Time 100 cho những người có tầm ảnh hưởng nhất vào năm 2008 và 2014. Cyrus đã thẳng thắng tuyên bố ủng hộ quyền động vật và chấp nhận lối sống thuần ăn chay vào năm 2013.

## Tiểu sử
Miley Ray Cyrus sinh ra tại Nashville, Tennessee. Mẹ là Leticia "Tish" (nhũ danh Finley) và bố là ca sĩ nhạc đồng quê Mỹ Billy Ray Cyrus. Miley có năm anh chị em. Anh trai là Trace Cyrus, thành viên của ban nhạc Metro Station, và chị gái Brandi, tay ghita cho biểu diễn của Miley và một thành viên trong ban nhạc với Megan Park, ngôi sao của series phim Cuộc sống bí mật của một thiếu niên Mỹ, đều là con của người chồng trước kia của bà Tish, được Billy Ray nhận nuôi khi đều còn rất nhỏ. Miley còn có một người anh trai khác là Christopher Cody Cyrus, con của Billy Ray và người vợ trước. Miley cũng có hai người em là Braison, em trai, là một tay đánh trống và Noah, em gái, cũng là một diễn viên và ca sĩ. Cyrus là cháu nội của nhà chính trị thuộc đảng Dân chủ là Ron Cyrus. Cyrus chọn tên nhân vật của mình trong phim The Last Song là Ronnie để tưởng nhớ tới ông mình. Miley còn là con gái đỡ đầu của một ngôi sao nhạc đồng quê, Dolly Parton, người đóng vai bà dì trong phim Hannah Montana.
Tên khai sinh của Miley là Destiny Hope vì cha mẹ cô mong muốn con gái của họ có thể hoàn thành mọi thứ một cách hoàn hảo nhất; cô có thêm biệt danh là Smiley vì cô thường cười rất nhiều khi còn bé, sau này đọc tắt lại là Miley. Đến ngày 1 tháng 5 năm 2008 cô chính thức đổi tên mình là Miley Ray Cyrus, trong đó "Ray" là tên để tưởng nhớ ông của mình, chính trị gia Ronald Ray Cyrus. Miley Cyrus theo học tại trường cấp hai Heritage, nơi cô đã từng là một cổ vũ viên nhưng hiện tại cô có một nhóm giáo viên riêng tại phim trường . Cô lớn lên ở trang trại của bố mẹ mình tại vùng ngoại ô Nashville.
Hồi bé, cô thường bị bạn bắt nạt, trêu chọc vì cô là con của ca sĩ nhạc đồng quê nổi tiếng Billy Ray Cyrus.

## Sự nghiệp

### 2001-2005: Khởi nghiệp
Miley chuyển đến Toronto, Canada năm 2001 khi cô mới tám tuổi vì bố của cô tham gia vai chính trong series truyền hình Doc.. Miley cho biết việc xem bố cô diễn xuất đã truyền cảm hứng cho cô sau này trở thành một diễn viên. Sau khi bố cô đưa cô đi xem Mamma Mia! tại nhà hát Royal Alexandra, Miley đã nắm chặt tay bố vào nói "Đây là điều con muốn làm bố ạ, con muốn trở thành một diễn viên". Cô bắt đầu tham gia các lớp diễn xuất và ca hát tại Armstrong Acting Studio ở Toronto. Vai diễn đầu tiên của Miley chính là vai Kylie trong Doc. Năm 2003, Miley được ghi công với tên khai sinh của cô trong phim Big Fish của Tim Burton.
Vào năm 11 tuổi, Miley đi thử vai cho một dự án của Disney mà sau này là Hannah Montana. Miley gửi băng thử vai cho vai bạn thân của nhân vật chính nhưng được thông báo yêu cầu thử vai cho nhân vật chính Chloe Stewart. Sau khi gửi băng và tới Los Angeles để thử trực tiếp một vài lần nữa, Miley được thông báo rằng cô quá trẻ và nhỏ cho vai diễn này.. Tuy nhiên, sự kiên trì cộng với khả năng ca hát của Miley đã dẫn tới việc nhà sản xuất mời cô quay lại. Miley cuối cùng đã nhận được vai chính với tên gọi được đổi theo tên của cô - Miley Stewart vào năm 12 tuổi.
Sau khi sự nghiệp Miley tiến triển, Tish nắm một vị trí quan trọng trong công việc đại diện cho con gái mình. Cô đã ký hợp đồng cho Miley với Mitchell Gossett, giám đốc lĩnh vực trẻ của Cunningham Escott Slevin Doherty. Ông Mitchell, được biết đến với khả năng tạo nên một ngôi sao nhí, đã sắp xếp cho Miley tham gia thử vai cho Hannah Montana và được ghi công cho việc khám phá ra Miley.. Về ca hát, Tish làm theo những lời khuyên của Dolly Parton và ký hợp đồng với Jason Morey từ Công ty Quản lý Morey. "Dolley bảo tôi rằng những nhân viên của Morey là những người xung quanh con gái tôi có thể tin được được", Tish Cyrus nhớ lại, "và họ có tư cách đạo đức tốt, một điều hiếm thấy trong ngành này". Billy Ray được chỉ định quản lý tài chính cho cô và Tish đồng điều hành và đưa ra những quyết định về sự nghiệp của Miley..

### 2006-2007:Hannah MontanavàMeet Miley Cyrus

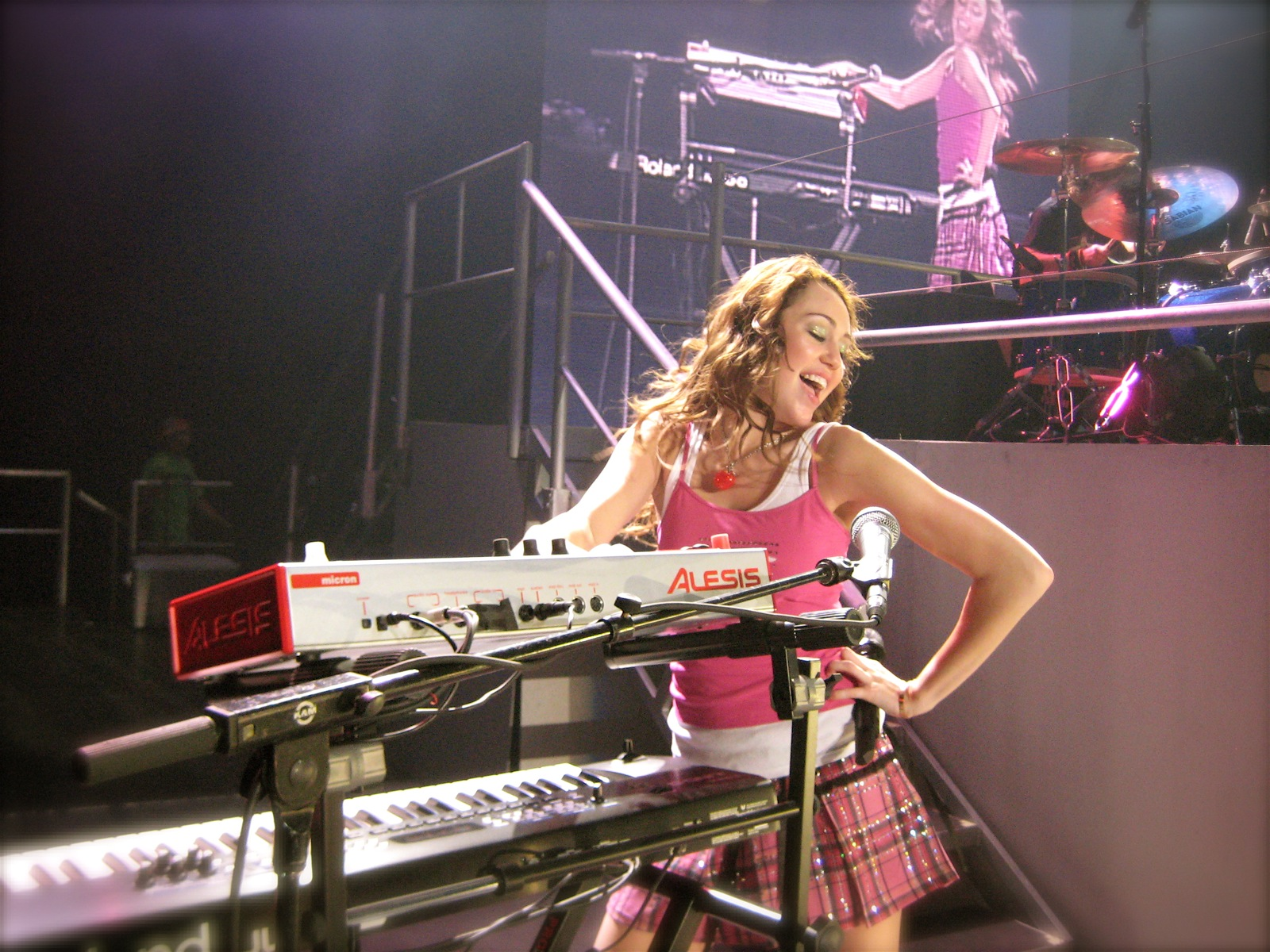
Miley biểu diễn trong một đêm của Best of Both Worlds Tour.

Hannah Montana ngay lập tức trở thành "bom tấn" trên truyền hình và đưa tên tuổi Miley trở thành một thần tượng của giới trẻ. Chương trình ra mắt ngày 23 tháng 3 năm 2006 với lượng khán giả nhiều nhất dành cho một series của Disney Channel. và trở thành một show có rating trên truyền hình cáp cao nhất, từ đó Miley cũng càng ngày càng nổi tiếng.. Tờ Time nhận định rằng "hiện tượng" này là nhờ một phần vào tài năng của Miley và một phần nhờ vào Disney biết vận dụng những cách quảng cáo thông minh và hiệu quả để tiếp thị cho Miley và Hannah Montana đúng hướng.. Miley sau đó trở thành nghệ sĩ đầu tiên có hợp đồng ở mọi lĩnh vực của Công ty Walt Disney bao gồm phim truyền hình, phim điện ảnh, ca hát, hàng tiêu dùng...
Đĩa đơn đầu tiên của Miley là "The Best of Both Worlds", bài hát chủ đề của Hannah Montana phát hành ngày 28 tháng 3 năm 2006. Miley được ghi công dưới tên của Hannah Montana, nhân vật chính của bộ phim cùng tên. Vì lý do đó mà Miley phải hóa trang thành Hannah khi biểu diễn các bài hát trực tiếp.. Đĩa đơn đầu tiên được ghi công dưới chính tên thật của cô là một bản hát lại của "Zip-a-Dee-Doo-Dah", phát hành cùng với DisneyMania bản thứ 4 vào ngày 4 tháng 4 năm 2006.. Miley dưới lớp hóa trang của Hannah là nghệ sĩ mở màn cho chuyến lưu diễn "The Party's Just Begun" của nhóm The Cheetah Girls bắt đầu từ 15 tháng 9 năm 2006.. Ngày 24 tháng 10 cùng năm, Disney cho phát hành album nhạc phim Hannah Montana đầu tiên. Trong 9 bài hát do Miley ghi âm, 8 được ghi công dưới tên Hannah Montana và chỉ có một bài "I Learned From You" là được ghi công của Miley. Album đứng vị trí thứ nhất trên bảng xếp hạng Billboard 200 tại Mỹ.
Mùa thứ hai của Hannah Montana lên sóng từ 23 tháng 4 năm 2007 đến 12 tháng 10 năm 2008. Miley sau đó đã ký hợp đồng ghi âm 4 album với Hãng ghi âm Hollywood và album đầu tiên của cô ra mắt kèm theo với album nhạc phim Hannah Montana 2 mang tên Hannah Montana 2/Meet Miley Cyrus. Album đôi này sau đó đã được phát hành vào ngày 26 tháng 6 năm 2007 và vươn lên ngôi đầu của bảng xếp hạng Billboard 200.. Album sau đó được chứng nhận 3x Bạch kim bởi Hiệp hội Ngành thu âm Hoa Kỳ. Meet Miley Cyrus cho ra đĩa đơn "See You Again" và trở thành một đĩa đơn thành công khi vào đến top 10 Billboard Hot 100. Mùa thu 2007, chuyến lưu diễn The Best of Both Worlds được khởi động để quảng bá cho nhạc phim cũng như phim Hannah Montana và album của Miley. Jonas Brothers, Aly & AJ và Everlife là những nghệ sĩ mở màn cho các đêm diễn. Chuyến lưu diễn kéo dài từ 17 tháng 10 năm 2007 đến 13 tháng 1 năm 2008 khắp Bắc Mỹ. Vé của các đêm được bán hết trong vòng vài phút và bị bán chợ đen với mức giá $2500 và trung bình là $214, gấp nhiều lần so với giá gốc khoảng $24–$65

### 2008-2009:Breakout, sự nghiệp điện ảnh
Sau khi chuyến lưu diễn Best of Both Worlds Tour kết thúc, Walt Disney Pictures phát hành phim 3D Hannah Montana & Miley Cyrus: Best of Both Worlds Concert vào 1 tháng 2 năm 2008, thu về hơn 31 triệu USD và trung bình mỗi rạp thu tới $42.000, gấp đôi mong đợi của Disney, thuyết phục Disney tiếp tục công chiếu bộ phim vô hạn định thay vì một tuần như dự kiến. Nhạc phim của phim được phát hành bởi hai hãng ghi âm là Walt Disney và Hollywood vào ngày 11 tháng 3 năm 2008 và đạt được vị trí thứ 3 trên bảng Billboard 200

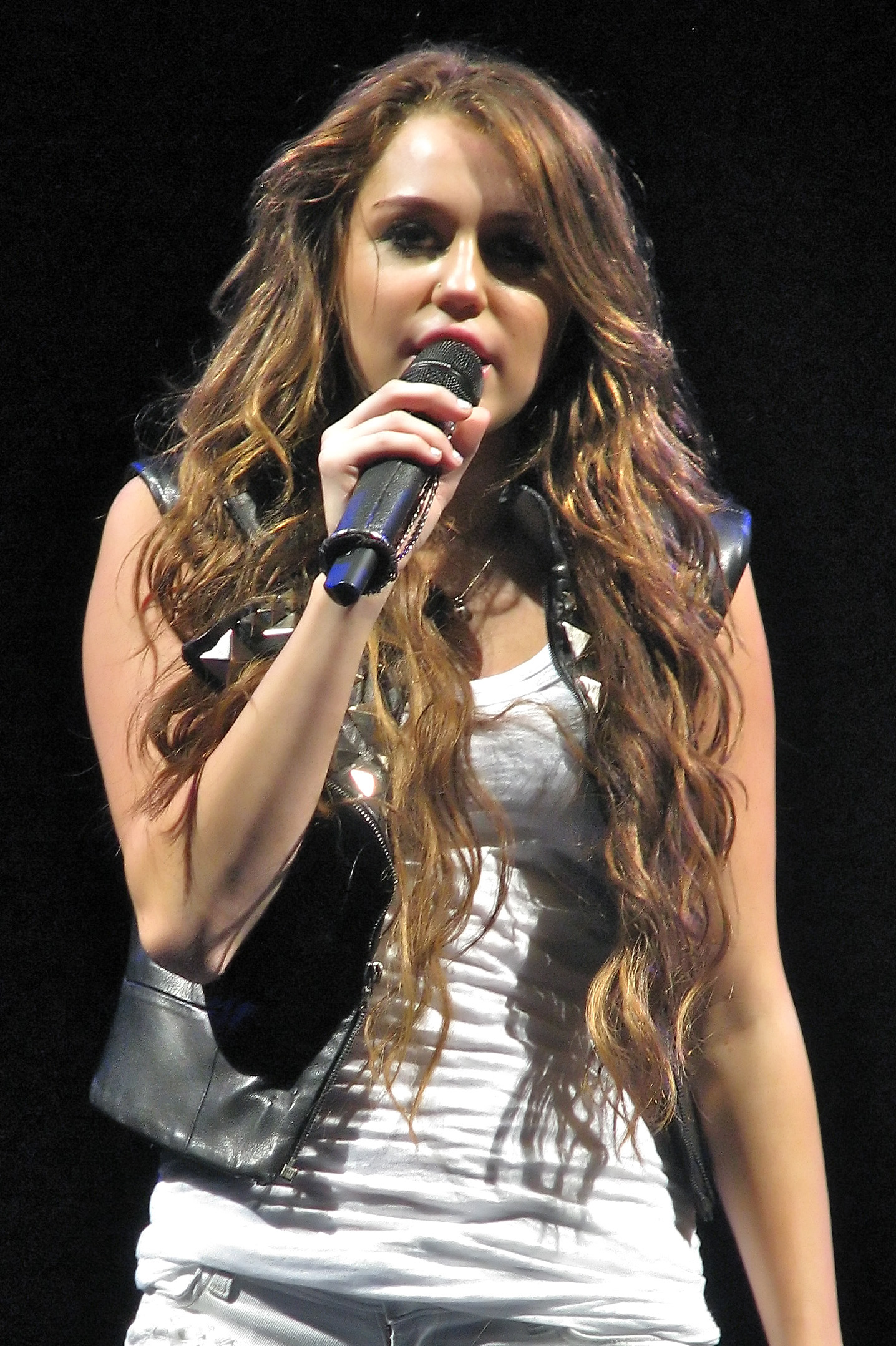
Miley hát trong buổi hòa nhạc.

Ngày 22 tháng 6 năm 2008, Miley phát hành album Breakout của riêng mình đem về ngôi quán quân Billboard 200 thứ ba cho Miley. Cô tâm sự: " "Tôi viết hầu hết lời cho các ca khúc trong đĩa đơn mới của mình. Người nghe sẽ không chỉ được gặp tôi mà còn hiểu được thực sự tôi là ai và những gì đã diễn ra trong tôi suốt những năm qua". Cô đã viết 8 trong tổng số 12 ca khúc của album. Đĩa đơn "7 Things" vươn tới hạng 9 trên Billboard Hot 100.. Miley là dẫn chương trình của CMT Music Awards (cùng với bố cô) vào tháng 4 năm 2008 và Teen Choice Awards vào tháng 8 cùng năm. Miley lồng tiếng cho Penny trong phim hoạt hình Bolt rất thành công được phát hành vào 21 tháng 11 năm 2009. Cô cũng đồng sáng tác và trình bày ca khúc "I Thought I Lost You" với John Travolta, nhờ bài hát này mà cô đã được đề cử một giải Quả cầu vàng. Vào tháng 9 năm 2009, cô tham gia vào một đĩa đơn từ thiện "Just Stand Up!" để hỗ trợ chiến dịch phòng chống bệnh ung thư có tên Stand Up to Cancer. Bên cạnh đó, Miley cũng biểu diễn để quyên góp cho quỹ City of Hope nhằm nâng cao chương trình giáo dục tuyên truyền và nghiên cứu về bệnh ung thư.. Cô tham gia Disney's Friends For Change, một tổ chức môi trường, và góp giọng vào đĩa đơn từ thiện của nhóm này "Send It On" cùng với một số ngôi sao trên Disney Channel khác.

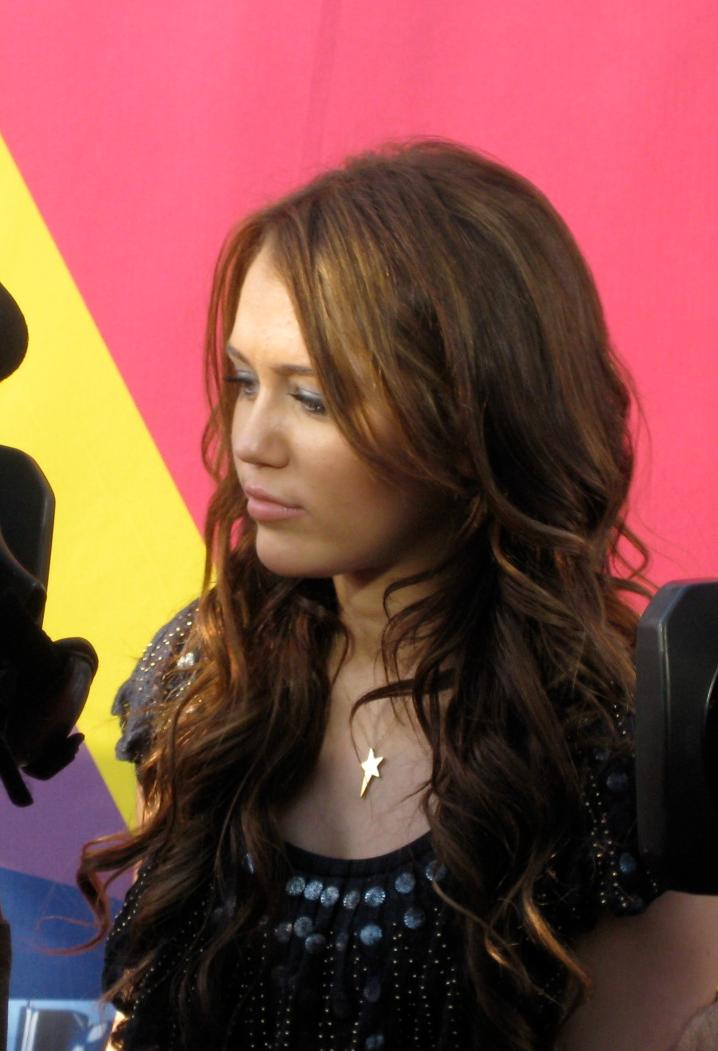
Miley Cyrus tại lễ trao giải MTV Music Video năm 2008

Miley Cyrus bắt đầu chuyển đổi hình tượng mới trưởng thành hơn vào cuối năm 2008 khi quản lý của cô ký kết hợp đồng với Nicholas Sparks viết một kịch bản cho cô để đưa cô tới gần nhóm khán giả trưởng thành.. Nicholas và đồng sự Jeff Van Wie đã cho ra đời The Last Song. Đây là vai diễn mà Miley mong muốn do cô muốn thử sức mình ở thể loại khó hơn so với những phim nhạc kịch đang nhắm tới cô.. Trong thời gian quay phim, Miley đã nảy sinh tình cảm với bạn diễn là Liam Hemsworth người sau này cũng là hôn phu của cô. Tháng 3, 2009, tự truyện của Miley mang tên Miles to Go kể về thời ấu thơ tới những năm 16 tuổi được phát hành. Một tháng sau, nhạc phim và phim điện ảnh Hannah Montana: The Movie được ra mắt và đạt được thành công lớn về thương mại. Đĩa đơn đầu tiên từ bộ phim "The Climb" trở thành bài hát nổi bật trên các bảng xếp hạng khắp thế giới, giúp danh tiếng của Miley vươn ra khỏi nhóm khán giả dòng nhạc teen pop thông thường. Miley dự định kết thúc Hannah Montana sau mùa thứ ba, vốn đã hoàn thành sản xuất vào ngày 5 tháng 6 năm 2009 nhưng Disney đã vận động để cô tiếp tục quay mùa thứ tư, cũng là mùa cuối cùng của series phim nói trên.
The Last Song được quay từ 15 tháng 6 năm 2009 đến 18 tháng 8 năm 2009, trong thời gian đó, cô phát hành nhạc phim Hannah Montana 3 và ghi âm cho EP The Time of Our Lives được ra mắt cuối tháng 8 với hit "Party in the USA" trở thành á quân Billboard Hot 100. EP dùng để quảng cáo cho nhãn hiệu thời trang do cô kết hợp với Max Azria thực hiện tại Wal Mart.
Miley đi lưu diễn từ 14 tháng 9 đến 29 tháng 10 năm 2010 ở Bắc Mỹ và Vương quốc Anh với "Wonder World Tour". 7 tháng 12 năm 2009, cô biểu diễn cho nữ hoàng Elizabeth II và một số thành viên khác của hoàng gia Anh tại Royal Variety Performance ở Blackpool, tây bắc nước Anh.

### 2010:Can't Be Tamedvà tập trung cho sự nghiệp điện ảnh
Việc sản xuất cho mùa cuối của Hannah Montana bắt đầu từ ngày 18 tháng 1 năm 2010. Sau trận động đất Haiti 2010, Miley xuất hiện trên đĩa đơn từ thiện "We Are the World 25 for Haiti" và "Everybody Hurts". Album phòng thu thứ ba của cô, Can't Be Tamed được phát hành vào ngày 21 tháng 6 năm 2010. Đĩa đơn đầu tiên từ album có tên "Can't Be Tamed" được phát hành vào ngày 18 tháng 5 năm 2010 và ra mắt trên Billboard Hot 100 tại vị trí thứ tám Trang phục của Miley trong clip nhạc và những buổi biểu diễn được xem là khêu gợi hơn những lần diễn trước và tạo nhiều phản ứng từ giới truyền thông. Sau khi phát hành album, Miley Cyrus dự định sẽ ngừng việc hát của mình để tập trung cho những bộ phim sắp tới.
Miley đóng vai chính trong The Last Song và nhận được nhiều lời chê từ giới phê bình cho cả bộ phim và diễn xuất của cô. Tuy nhiên, bộ phim vẫn mang lại thành công về doanh thu khi mang về cho nhà sản xuất 88 triệu USD trên toàn thế giới.. Theo nhà phân tích phòng vé Exhibitor Relations thì bộ phim đã "đánh dấu bước chuyển thành công của Miley tới những vai diễn trưởng thành hơn"
Phần bốn và cũng là phần cuối của Hannah Montana bắt đầu chiếu ở châu Á từ 18 tháng 9 năm 2010 và kéo dài sang năm 2011.
Tính đến tháng 12 năm 2010, Miley đã được nhắm đến cho 4 phim điện ảnh: Wings, LOL: Laughing Out Loud, Wake và So Undercover. Trong LOL, Miley vào vai "một cô con gái làm bạn với những đứa trẻ xấu, sử dụng ma túy và ở lại lớp nhưng mẹ của cô lại không biết gì về điều đó", Miley cho biết cô rất thích kịch bản bộ phim này.. Với Wings, dựa theo tiểu thuyết cùng tên, cô vào vai Laurel, một thiếu nữ 15 tuổi phát hiện ra rằng mình là một cô tiên.. Đối với Wake, bộ phim được chuyển thể từ tiểu thuyết cùng tên của nhà ăn Lisa McMann do Paramount Pictures sản xuất, thì Miley sẽ đóng vai nhà du hành giấc mơ mang tên Janie.. Dự án LOL: Laughing Out Loud đã được quay xong, dự kiến phát hành vào 22 tháng 4 năm 2011 và Miley đang tiếp tục với dự án phim So Undercover khi cô vào vai một điệp vụ của FBI thám thính một hội nữ sinh. Bộ phim được quay tại New Orleans và đang trong giai đoạn hậu kỳ và dự kiến phát hành vào tháng 10 năm 2011.
Miley là người dẫn chương trình Saturday Night Live vào ngày 5 tháng 3 năm 2011, cô cũng biểu diễn một số màn hài kịch. Trong đó, cô đã hát một bài hát nói về những rắc rối cô đã gặp phải như sự cố hút thuốc bằng ống lọc, vũ đạo bị coi là "múa cột" tại Teen Choice Awards 2009. Cô kết bài với câu nói "Tôi xin lỗi, tôi không hề hoàn hảo".
Tháng 3, 2011, trong một cuộc phỏng vấn trên chương trình The View, bố của Miley - Billy Ray Cyrus đã khẳng định việc Miley đang làm việc với Dr Luke cho album mới mặc dù cô đã thông báo rằng sẽ tập trung cho sự nghiệp diễn xuất.
Miley hiện đang đi lưu diễn "Gypsy Heart Tour" qua các nước Nam Mỹ, Philippines và Úc để quảng bá cho album Can't Be Tamed của mình từ 29 tháng 4 đến 2 tháng 7 năm 2011. Tháng 3 năm 2011, cha của cô Billy Ray Cyrus đã xác nhận trên talk show The View, Miley  có cuộc đàm phán với nhà sản xuất Dr. Luke về một album mới, mặc trước đó cô tuyên bố sẽ tập trung nhiều hơn vào diễn xuất trong tương lai.
Cuối tháng 4, cô chọn Nam Mỹ và Úc làm những điểm đến đầu tiên của mình cho Gypsy Heart Tour. Trong tháng 7 năm 2011, cô thông báo rằng cô sẽ thu âm album studio thứ tư của mình và không có bất kỳ dự án phim nào khác.
Ngày 29 tháng 4 năm 2011, Cyrus bắt tay vào chuyến lưu diễn quốc tế Tour Gypsy Heart ở Nam Mỹ và kết thúc các tour diễn vào ngày 2 tháng 7 năm 2011 tại Úc.
Cyrus đóng vai chính trong bộ phim LOL (2012) với Demi Moore. Bộ phim đã được phát hành và đã không thành công về mặt thương mại. Sau đó, cô đóng vai chính trong bộ phim hài So Undercover, cô thủ vai một đặc vụ FBI, người được yêu cầu phải bí mật tại một trường đại học.
Cyrus phát hành một chuỗi các buổi biểu diễn trực tiếp được gọi là Backyard Sessions thông qua trang YouTube cá nhân trong suốt mùa xuân và mùa hè năm 2012; buổi biểu diễn là những bài hát kinh điển làm nên tên tuổi của Cyrus. Bắt đầu làm việc với album thứ tư thất bại vào năm trước, Cyrus đã tiếp tục làm việc trong một dự án âm nhạc mới vào cuối năm 2012. Cô hợp tác với nhà sản xuất Rock Mafia trong bài hát "Morning Sun" (2012) của họ, được phát hành miễn phí trên mạng. Trước đây cô đã xuất hiện trong video âm nhạc cho đĩa đơn đầu tay của họ, "The Big Bang" (2010). Cyrus sau đó đã cung cấp giọng hát khách mời trong "Decutions" (2012) bởi Borgore. Cả Cyrus và Hemsworth đều xuất hiện trong video âm nhạc cho ca khúc. Cyrus gây ra sự chú ý của giới truyền thông sau khi thay đổi kiểu tóc từ mái tóc nâu dài truyền thống của mình đến mái tóc vàng ngắn.

### 2013-2015:BangerzvàMiley Cyrus & Her Dead Petz
Vào năm 2013, Cyrus đã thuê Larry Rudolph làm quản lý của cô; Rudolph nổi tiếng với việc là người đại diện cho Britney Spears. Rudolph đã sớm xác nhận rằng Cyrus đã ký hợp đồng thu âm mới với hãng thu âm RCA để phân phối các bản phát hành trong tương lai của cô. Cô đã làm việc với các nhà sản xuất như Pharrell Williams và Mike Will Made-It trong album phòng thu thứ tư của mình, tạo ra âm nhạc có ảnh hưởng hip-hop. Cô hợp tác trong nhiều ca khúc của các nghệ sĩ hip-hop và xuất hiện trong bài hát Snoop Lion "Ashtrays and Heartbreaks" (2013), được phát hành dưới dạng đĩa đơn từ album phòng thu thứ mười hai của anh, Reincarnated, vào tháng 4 năm 2013. Cô hợp tác với will.i.am trong bài hát "Fall Down" (2013), được phát hành dưới dạng đĩa đơn cùng tháng đó. Bài hát lọt vào Billboard Hot 100 ở vị trí thứ 58, đánh dấu lần xuất hiện đầu tiên của cô trên bảng xếp hạng kể từ "Can't be tamed" (2010). Cô đã cung cấp giọng hát khách cho bài hát "Twerk" của Lil Twist, bài hát này có sự góp giọng của Justin Bieber. Bài hát không được phát hành mà chưa rõ lý do, mặc dù nó đã bị rò rỉ trực tuyến. Vào ngày 23 tháng 5 năm 2013, có một số bài báo đã xác nhận rằng Cyrus sẽ xuất hiện trong đĩa đơn "23" của Mike Will Made It, với Wiz Khalifa và Juicy J. Đĩa đơn đã đạt đến đỉnh cao ở vị trí thứ mười một trên Hot 100 và đã bán được hơn một triệu bản trên toàn thế giới vào năm 2013.
Cyrus phát hành đĩa đơn mới "We Can't Stop" vào ngày 3 tháng 6 năm 2013. Được quảng cáo là đĩa đơn trở lại của cô, nó trở thành một thành công thương mại trên toàn thế giới, đứng đầu trên các bảng xếp hạng trong các nước như Anh Quốc. Video âm nhạc của bài hát đã lập kỷ lục của Vevo cho MV có nhiều lượt xem nhất trong vòng 24 giờ phát hành và trở thành nghệ sĩ đầu tiên đạt 100 triệu lượt xem trên trang web. Cyrus phát hành "Wrecking Ball" (2013) dưới dạng đĩa đơn thứ hai từ Bangerz cùng ngày với VMAs. Video âm nhạc có hình ảnh cô đang trần truồng trên một quả bóng bị đắm đã được xem hơn mười chín triệu lần trong ngày đầu tiên phát hành. Đĩa đơn trở thành đĩa đơn đầu tiên của Cyrus đứng đầu bảng xếp hạng Hot 100 tại Hoa Kỳ đã bán được hơn hai triệu bản.

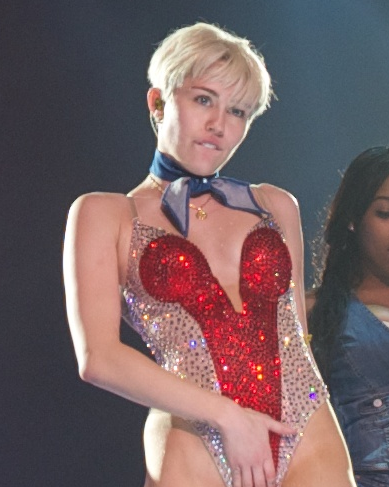
Cyrus biểu diễn trong Bangerz Tour ở Vancouver vào tháng 2 năm 2014.

Vào ngày 2 tháng 10, MTV phát sóng bộ phim tài liệu Miley: The Movement, tường thuật lại quá trình thu âm album phòng thu thứ tư của cô: Bangerz, được phát hành vào ngày 4 tháng 10 năm 2013. Đó là một thành công thương mại, ra mắt ở vị trí số một trên Billboard 200 với doanh số tuần đầu tiên là 270.000 bản. Vào ngày 5 tháng 10 năm 2013, Cyrus tổ chức Saturday Night Live lần thứ hai. Vào ngày 5 tháng 11 năm 2013, "Real and True" của rapper Future's đã được phát hành dưới dạng đĩa đơn có sự xuất hiện của Cyrus và Mr. Hudson; một video âm nhạc đi kèm được công chiếu năm ngày sau vào ngày 10 tháng 11 năm 2013. Cuối năm 2013, cô được MTV vinh danh là Nghệ sĩ của năm. Vào ngày 29 tháng 1 năm 2014, cô đã tham dự một buổi hòa nhạc acoustic trên MTV Unplugged, biểu diễn các bài hát từ Bangerz với sự xuất hiện của khách mời Madonna. Nó đã trở thành MTV Unplugged được đánh giá cao nhất trong thập kỷ qua với hơn 1,7 triệu người theo dõi. Cyrus cũng được đặc trưng trong chiến dịch quảng cáo mùa xuân năm 2014 của Marc Jacobs cùng với Natalie Westling và Esmerelda Seay Reynold. Cô đã ra mắt Bangerz Tour (2014) vào năm đó, nhận được sự đón nhận tích cực. Khoảng hai tháng trong chuyến lưu diễn của cô, Alaskan Klee Kai đã bị phát hiện qua đời tại nhà sau khi chiến đấu với một con sói. Truama từ vụ việc đã truyền cảm hứng cho cô cống hiến cuộc đời mình cho chủ nghĩa thuần chay. Hai tuần sau, Cyrus bị dị ứng với cephalexin kháng sinh, được kê đơn để điều trị nhiễm trùng xoang, dẫn đến phải nhập viện ở thành phố Kansas. Mặc dù cô đã lên lịch lại lưu diễn ở Hoa Kỳ, cô đã tiếp tục chuyến lưu diễn hai tuần sau đó, bắt đầu với chặng châu Âu.
Trong khi hợp tác với The Fling Lips trong bản làm lại bài hát 'Sgt. Pepper's Lonely Hearts Club Band của nhóm nhạc huyền thoại The Beatles, Cyrus bắt đầu làm việc với Wayne Coyne trong album phòng thu thứ năm của cô. Cô nói rằng cô sẽ dành thời gian để tập trung vào âm nhạc và album sẽ không được phát hành cho đến khi cô cảm thấy nó đã sẵn sàng.  Cyrus cũng từng đóng vai trong các bộ phim của The Night Before (2015) và A Very Murray Christmas (2015). Một số thông tin cho rằng Cyrus đang làm việc trên hai album cùng một lúc, một trong số đó cô hy vọng sẽ phát hành miễn phí. Điều này đã được xác nhận bởi người quản lý của cô, người tuyên bố rằng cô sẵn sàng chấm dứt hợp đồng với hãng thu âm RCA nếu họ từ chối không cho cô phát hành album miễn phí. Cyrus là người dẫn chương trình Giải thưởng Video âm nhạc MTV 2015,  và đã có màn trình diễn bất ngờ với bài hát mới "Dooo It!" (2015) trong đêm trao giải của chương trình. Ngay sau buổi biểu diễn, Cyrus thông báo rằng album phòng thu thứ năm của cô, Miley Cyrus & Her Dead Petz (2015), đã có sẵn để phát trực tuyến miễn phí trên SoundCloud. Album được sáng tác và sản xuất chủ yếu bởi Cyrus.

### 2016-2017: The Voice vàYounger Now
Năm 2016, sau khi phát hành album phòng thu thứ năm vào năm trước, Cyrus  tiếp tục làm việc chuẩn bị cho album phòng thu thứ sáu sắp tới của mình. Cô là cố vấn chính trong mùa thứ mười của The Voice. Vào tháng 3 năm 2016, Cyrus ký hợp đồng với tư cách là huấn luyện viên cho mùa thứ mười một của The Voice như một sự thay thế cho Gwen Stefani; Cyrus là huấn luyện viên trẻ tuổi nhất xuất hiện trong The Voice. Vào tháng 9 năm 2016, Cyrus đã tham gia Crisis in Six Scenes, một bộ phim truyền hình Woody Allen được tạo ra bởi Amazon Studios. Cô đóng vai một nhà hoạt động cấp tiến, người gây ra sự hỗn loạn trong một gia đình bảo thủ những năm 1960 trong khi trốn tránh cảnh sát. Vào ngày 17 tháng 9 năm 2016, cô đã xuất hiện trên chương trình The Tonight Show với sự tham gia của Jimmy Fallon, nơi cô trình diễn lại.bài hát "Baby, I In the Mood for You" của Bob Dylan, một bản tái hiện mà Fallon gọi là "tuyệt vời".
Vào ngày 11 tháng 5 năm 2017, Cyrus đã phát hành "Malibu" dưới dạng đĩa đơn trong album thứ sáu của cô. Đĩa đơn xuất hiện ở vị trí 64 trên Billboard Hot 100 và đạt vị trí thứ 10 trên bảng xếp hạng vào tuần thứ hai. Vào ngày 9 tháng 6, Cyrus đã phát hành "Inspired" sau khi thể hiện bài hát tại buổi hòa nhạc One Love Manchester. Nó phục vụ như một đĩa đơn quảng cáo từ album sắp phát hành của cô. Vào ngày 8 tháng 8, Cyrus thông báo rằng album phòng thu thứ sáu của cô sẽ có tựa đề Younger Now và sẽ được phát hành vào ngày 29 tháng 9 năm 2017. Ca khúc chủ đề của album được phát hành dưới dạng đĩa đơn thứ hai trong album vào ngày 18 tháng 8, và ra mắt và đạt vị trí thứ 79 trên Billboard Hot 100. Vào ngày 27 tháng 8, Cyrus đã trình diễn ca khúc này tại Lễ trao giải video âm nhạc MTV 2017. Vào ngày 15 tháng 9, cô biểu diễn "Malibu", "Younger Now", "See You Again", "Party in the U.S.A." và một bản cover "The First Time Ever I Saw Your Face" của Roberta Flack cho Phòng thu trực tiếp của BBC Radio 1. Cyrus cũng trở lại với tư cách là huấn luyện viên trong mùa thứ mười ba của The Voice sau khi gián đoạn một mùa. Vào ngày 5 tháng 10 năm 2017, Cyrus đã xác nhận rằng cô sẽ không trở lại The Voice trong mùa thứ mười bốn. Vào ngày 30 tháng 10 năm 2017, Cyrus cho biết cô sẽ không lưu diễn hoặc phát hành thêm bất kỳ đĩa đơn nào từ Younger Now.

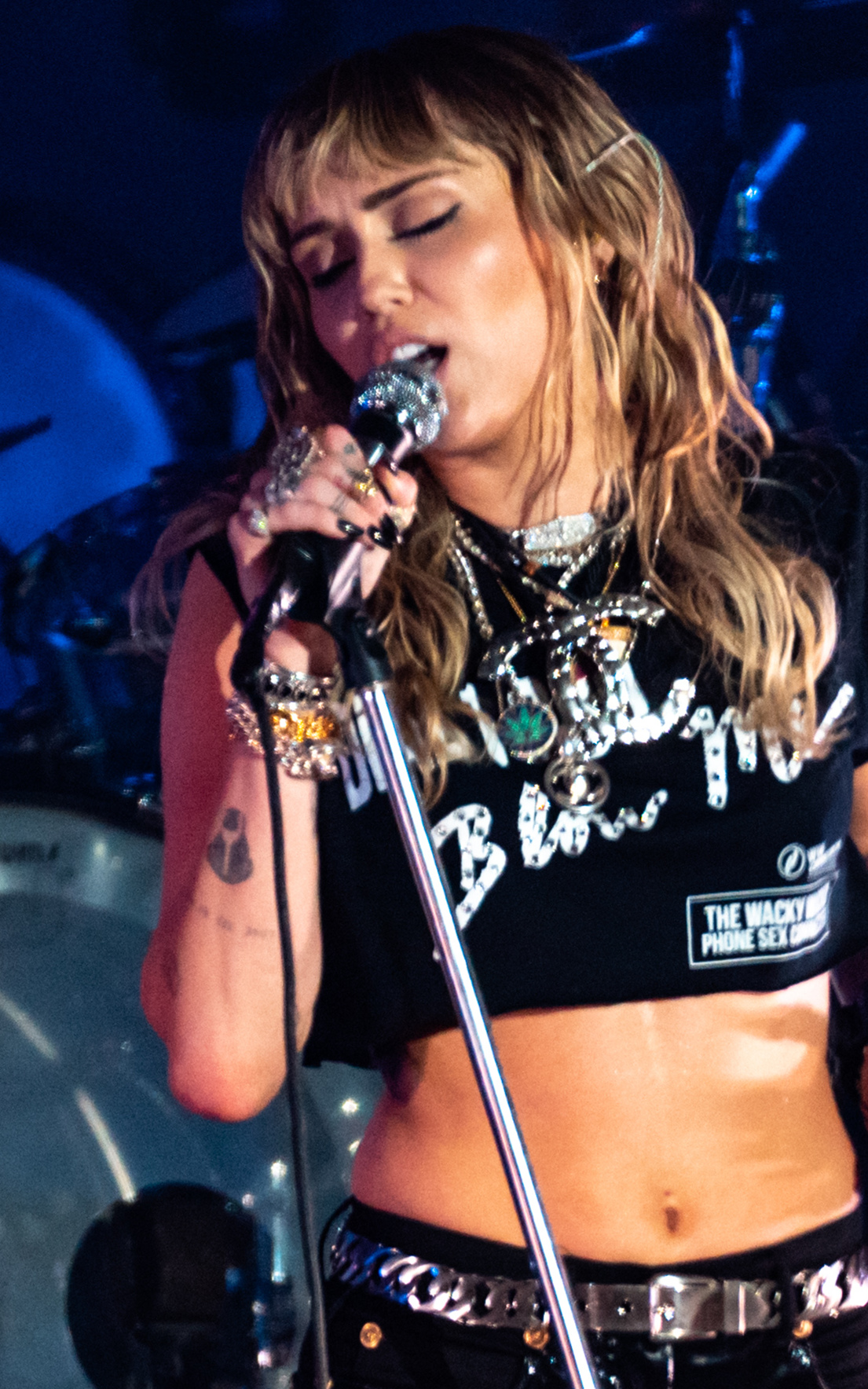
Cyrus giới thiệu "She is Coming" tại Primavera Sound

### 2018-2019:Black Mirror,She Is Comingvà biểu diễn ở các lễ hội.
Vào ngày 31 tháng 5 năm 2019, Cyrus đã thông báo rằng album phòng thu thứ bảy của cô sẽ có tựa đề She Is Miley Cyrus và sẽ bao gồm sáu bài hát, sẽ được phát hành trước album đầy đủ: She Is Come vào ngày 31 tháng 5, She Is Here vào mùa hè, và She Is Everything vào mùa thu. She Is Come ra mắt ở vị trí thứ năm trên US Billboard 200, trong khi đĩa đơn "Mother's Daughter" đứng ở vị trí 54 trên Billboard Hot 100 của Hoa Kỳ.
Cyrus thủ vai chính trong "Rachel, Jack và Ashley Too", một tập của loạt phim khoa học viễn tưởng của Anh Black Mirror, được cô quay ở Nam Phi vào tháng 11 năm 2018. Tập phim được phát hành trên Netflix vào ngày 5 tháng 6 năm 2019. Video âm nhạc chính thức của bài hát "On a Roll" từ tập phim được phát hành vào ngày 13 tháng 6. Vào ngày 27 tháng 6, Cyrus hợp tác cùng với Ariana Grande và Lana Del Rey cho bài hát chủ đề của bộ phim  Charlie's Angels có tựa đề "Don't Call Me Angel". Vào tháng 8 năm 2019, Cyrus phát hành "Slide Away", đây là bài hát đầu tiên của cô kể từ khi chia tay với Hemsworth. Video âm nhạc chính thức được phát hành vào tháng 9 năm 2019. MV chính thức của "Don't Call Me Angel" được phát hành vào ngày 13 tháng 9 năm 2019.

### 2020-nay:Plastic Hearts
Vào ngày 14 tháng 8 năm 2020, Cyrus ra mắt single "Midnight Sky" và xác nhận rằng 2 EP "She is Here" và "She is Everything" bị hủy bỏ do cuộc đời cô diễn ra nhiều sự thay đổi khiến các tác phẩm này không còn phù hợp với dự án của cô nữa bao gồm việc cô và Hemsworth ly hôn và nhà của cặp đôi ở California đã bị cháy cũng như đại dịch COVID-19 diễn ra. "Midnight Sky" trở thành single solo đạt vị trí trên bảng xếp hạng cao nhất của cô kể từ "Malibu" (2017), đạt vị trí thứ 14 tại US Billboard Hot 100. Bài hát sau đó cũng được mashup với "Edge of Seventeen" của Stevie Nicks. Vào tháng 10, Cyrus tổ chức Backyard Session lần thứ ba trên MTV và thông báo trên instagram rằng album phòng thu thứ 7 của cô mang tên "Plastic Hearts" sẽ được ra mắt vào ngày 27 tháng 11 năm 2020. Trước đó, album được dự định mang tên "She is Miley Cyrus" một khi series các EP được hoàn thành. Album được đánh giá vô cùng tích cực từ các nhà phê bình. Plastic Hearts đánh giá bước tiến của Cyrus vào dòng nhạc rock và glam rock, đồng thời ra mắt tiếp 2 single: "Prisoner" hợp tác cùng nghệ sĩ người Anh Dua Lipa và "Angels Like You". Hai bài hát lần lượt xuất hiện ở vị trí thứ 8 và 66 tại nước Anh. Album cũng bao gồm các bài hát hợp tác cùng Billy Idol và Joan Jett. Do lượng fans yêu cầu cao và tạo tiếng vang trên mạng xã hội, Cyrus bổ sung hai màn biểu diễn cover bài hát "Heart of Glass" của Blondie và "Zombie" của The Crainberries.
Vào tháng 3 năm 2021, Cyrus rời hãng đĩa RCA và ký hợp đồng với hãng đĩa Columbia Records. Trong cùng tháng đó, Cyrus hồi tưởng lại những ngay còn đóng vai Hannah Montana và viết một lá thư gửi tới nhân vật trên mạng xã hội nhân dịp kỷ niệm lần thứ 15 của bộ phim, mặc cho trước đó cô nói rằng nhân vật đó khiến cô gặp khủng hoảng bản sắc của mình. Vào thời điểm đó, lời đồn về bộ phim có thể sẽ được tiếp tục bắt đầu nổi lên. Vào ngày 24 tháng 4, The Kid Laroi ra mắt bản remix của ca khúc "Without You" cùng với sự góp giọng của Cyrus, đây trở thành single đầu tiên của cô được ra mắt dưới hãng đĩa Columbia Records. Vào tháng 6, Cyrus cho ra mắt bản cover phòng thu "Nothing Else Matters" của Metallica, được định sẽ xuất hiện trong album The Metallica Blacklist. Bài hát cũng có sự góp mặt của Elton John, Yo-Yo Ma và Chad Smith của nhóm Red Hot Chilli Peppers.
Để quảng bá cho Plastic Hearts, Cyrus dự định sẽ tổ chức một concert tour khi album được ra mắt. Tuy nhiên, tour đã bị hoãn lại do đại dịch COVID-19, nhưng nhờ số lượng lớn người đã được tiêm vaccine tại Mỹ, Cyrus được sắp xếp sẽ headline tại nhiều lễ hội âm nhạc lớn vào mùa hè năm 2021, bao gồm Austin City Limits, Lollapalooza và Music Midtown.

## Tài sản
Năm 2007, Miley kiếm được 18 triệu USD và lên con số 25 triệu USD năm 2008, xếp thứ 35 trong danh sách Celebrity 100 của tạp chí Forbes.. Tạp chí Parade cho biết cô lúc đó là ngôi sao thiếu niên giàu nhất thế giới và tổng giá trị của các sản phẩm có tên cô sẽ vượt quá 1 tỷ USD vào cuối năm đó
Năm 2009, Forbes xếp cô ở hạng 29 danh sách những ngôi sao giàu có nhất - Celebrity 100 với 25 triệu USD. Từ tháng 6 năm 2009 đến tháng 6 năm 2010, cô đã kiếm được 48 triệu USD, vươn lên hạng 13 trong danh sách nói trên của Forbes.
Mỗi tập phim Hannah Montana mà Miley đóng, cô được trả $15.000, giúp cô trở thành đứa trẻ được trả lương cao thứ sáu của Hollywood, sau những đồng nghiệp Disney như anh em nhà Sprouse (20.000 USD) và Selena Gomez (25.000 USD). Tuy không được trả lương cao cho vai diễn trong Hannah Montana nhưng thông qua sự nghiệp ca sĩ, cô là ca sĩ thành công nhất của Disney hiện nay với 100 triệu USD sau 5 năm hoạt động trên thị trường âm nhạc, đưa cô lên vị trí thứ 19 và là trẻ nhất trong danh sách 20 ca sĩ nữ giàu nhất trong lịch sử.. Năm 2011, cô vươn lên vị trí số một trong top 10 thiếu niên giàu nhất Hollywood với 120 triệu đô

## Hình tượng và cuộc sống riêng tư

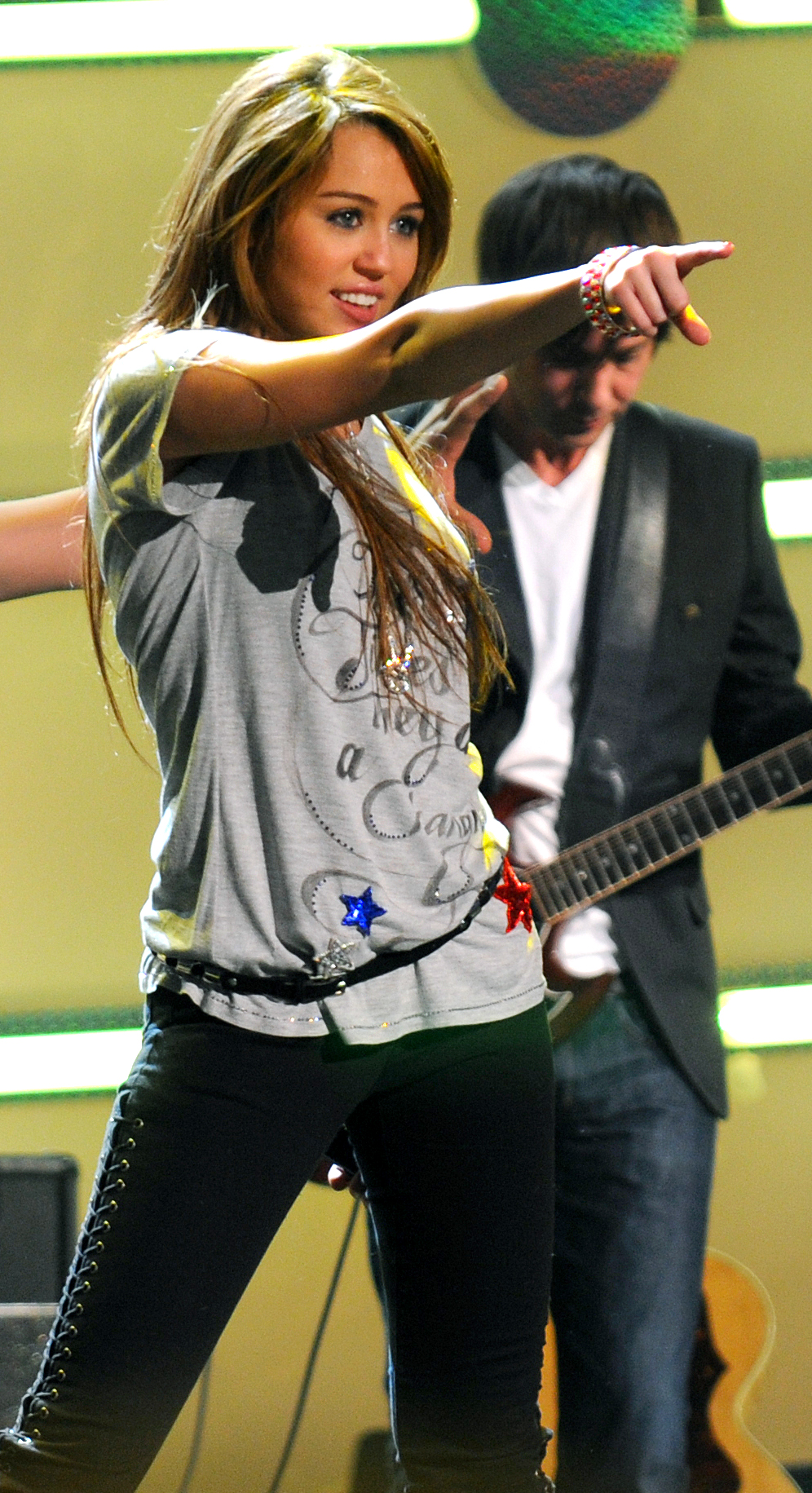
Miley Cyrus trình diễn trong "Kids Inaugural: We Are the Future" tại Washington, D.C năm 2009

Sau vụ ảnh "không phù hợp" với tạp chí Vanity Fair, giá cho mỗi lần xuất hiện của Miley tăng từ $300 lên đến $2000 mỗi bức ảnh. Tờ Time đã đưa cô vào danh sách Time 100 vào năm 2008, danh sách những cá nhân quyền lực nhất thế giới.
Miley đón mừng tuổi 16 với một buổi tiệc tại Disneyland với chương trình gây qũy cho Youth Service America.
Cuối năm 2009, Miley Cyrus được Billboard xếp hạng là ca sĩ có doanh số bán cao thứ tư trong các ca sĩ nữ và cao thứ năm trong tất cả các ca sĩ.
Ngày 8 tháng 10 năm 2009, Miley xóa tài khoản của mình trên Twitter sau khi thông điệp ủng hộ hôn nhân đồng giới xuất hiện và nhận một số thư phản bác lại. Twitter của cô lúc đó đã vượt 2 triệu người theo dõi.
Chưa đầy một tháng trước sinh nhật lần thứ 18 của Miley, ngày 26 tháng 10 năm 2010, bố của Miley là Billy Ray Cyrus ký đơn li dị với vợ mình là Tish Cyrus tại nhà mẹ ông ở Tennessee với lý do mâu thuẫn không giải quyết được. Trong một công bố với tạp chí People, cặp đôi cho biết "Như bạn có thể tưởng tượng, đây là một quãng thời gian rất khó khăn đối với chúng tôi, chúng tôi đang giải quyết một số thủ tục và vấn đề cá nhân. Chúng tôi trân trọng những suy nghĩ là lời chúc của các bạn". Tuy nhiên, đến tháng 3 năm 2011, Billy Ray đã thông báo rằng ông sẽ không ly hôn với vợ nữa.

### Tính dục
Cyrus công khai bản thân là người toàn tính với mẹ của cô vào năm cô 14 tuổi và đã từng nói rằng: "Tôi không hề muốn dán nhãn cho bản thân mình! Tôi sẵn sàng yêu bất kỳ ai yêu tôi vì chính bản thân tôi! Tôi rất cởi mở luôn." Vào tháng 6 năm 2015, tờ Time đưa tin rằng Cyrus là một người linh hoạt giới. Cô khẳng định rằng cô "không cảm nhận bản thân là nam hay nữ, và cũng không cần bạn đời của mình phải cảm nhận bản thân là nam hay nữ." Cyrus nói rằng cô "cởi mở với tất cả mọi thứ, miễn sao đều phải đạt được sự đồng thuận, không bao gồm động vật và mọi người tham gia đều đã đủ độ tuổi trưởng thành."
Cyrus là một người ủng hộ cộng đồng LGBTQ+. Bài hát "My Heart Beats For Love" (2010) viết về người bạn đồng tính của cô. Cyrus cũng có hình xăm biểu tượng bình đẳng ở ngón áp út nhằm ủng hộ hôn nhân đồng giới. Sau khi kết hôn với một người đàn ông vào năm 2018, Cyrus vẫn khẳng định bản thân là một người queer. Cô cũng là người thành lập Happy Hippie Foundation - tổ chức hoạt động nhằm "Xóa bỏ bất công mà những người trẻ vô gia cư, những người trẻ thuộc cộng đồng LGBTQ+ và những nhóm yếu thế khác trong xã hội phải đối mặt."

### Tranh cãi
Tháng 12 năm 2007, những bức ảnh trên MySpace cá nhân của cô với hình ảnh Miley và một cô bạn gái khác chia nhau một miếng cam thảo được lan truyền trên Internet. "Đối với tôi, tôi như thể là, đó là hai cô gái, chẳng là vấn đề gì quan trọng cả. Nhưng mà những bức hình ấy bị phát tán đi khắp nơi. Giống như là ai đó copy và dán vào một trang web và nói, chúa ơi, nhìn kìa, gì đó gì đó gì đó" Miley cho biết.
Tháng 4 năm 2008, những bức ảnh khêu gợi của Miley trong bộ đồ bơi và đồ lót xuất hiện trên Internet sau khi tài khoản Gmail của cô bị hack.. Miley mô tả lại các bức ảnh là "ngu ngốc và không phù hợp" và nói rằng "Tôi sẽ luôn gây ra những lỗi lầm vì tôi không hoàn hảo. Tôi chưa bao giờ có ý để những việc này xảy ra và tôi thành thật xin lỗi nếu đã làm ai đó thất vọng."
Miley chụp một tấm hình nghệ thuật với nhiếp ảnh gia Annie Leibovitz của tạp chí Vanity Fair. Tuy nhiên, hình ảnh ấy bị hiểu nhầm rằng Miley đang chụp trong tư thế bán khỏa thân và gây ra làn sóng phản đối của các bậc phụ huynh. Miley đã lên tiếng xin lỗi và cảm thấy xấu hổ với bức hình đó
Tháng 5 năm 2009, màn trình diễn bài hát "Party in the U.S.A." của Miley tại Teen Choice Awards 2010 đã tạo ra nhiều tranh cãi với sự nghi hoặc về những động tác vũ đạo có phải là "múa cột" hay không và trang phục của cô có phù hợp hay chưa. Miley cũng bị chỉ trích khi hẹn hò Justin Gaston hơn cô 5 tuổi và chụp bức hình làm mắt híp, được Tổ chức Hoa kiều tại Mỹ cho rằng là mang tính xúc phạm người châu Á.. Miley đã công khai xin lỗi và phản biện lại rằng "KHÔNG đời nào tôi lại trêu chọc cả một sắc tộc nào đó."
Sau đó, năm 2010, TMZ tiết lộ một video nhảy một cách khêu gợi với nhà sản xuất The Last Song là Adam Shankman tại buổi tiệc mừng việc đóng máy của phim. Bố của Miley đã bảo vệ cho hành động con gái mình, nói rằng Miley chỉ đang "đùa vui" và điều đó là "những việc mà người ta ở tuổi cô bé đều làm". Tháng 12 cùng năm, TMZ rò rỉ một đọan phim quay cảnh Miley hút thuốc qua một ống dẫn tại buổi tiệc sinh nhật tuổi 18 ở nhà riêng của cô. Cô đã hút một loại thảo mộc tên là salvia divinorum có tác dụng gây ảo giác. Salvia là hợp pháp ở California và Miley đã đủ tuổi để sử dụng. Bố của Miley rất buồn và điều này và cho biết trên Twitter của mình: "Tôi xin lỗi các bạn. Tôi không hề biết về việc này. Mới xem những thứ này lần đầu tiên trong đời tôi. Tôi rất buồn. Mọi chuyện vượt quá khả năng kiểm soát của tôi bây giờ".

### Các mối quan hệ
Miley đã từng hẹn hò với Nick Jonas khi mới thành danh với Disney. Chuyện tình cảm của hai người chấm dứt sau hai năm. Miley sau đó quen với Justin Gaston và mối tình kết thúc một ngày trước khi cô lên đường đến Georgia để quay The Last Song. Trong thời gian quay phim, cô hẹn hò với Liam Hemsworth, người mà cô gọi là "bạn trai nghiêm túc" đầu tiên của cô. Họ chia tay vào tháng 8 năm 2010 và quay trở lại một tháng sau đó. Đến tháng 11, một nguồn tin xác nhận cặp đôi đã chia tay. Nhưng đến đầu năm 2011, hai người đã trở lại với nhau và đang hẹn hò cho tới bây giờ.
Năm 2016, Miley và Liam quay lại với nhau và đính hôn. Khi tham gia chương trình Live With Kelly and Ryan, nam diễn viên Liam Hemsworth, chồng Miley tiết lộ vợ mình đã đổi họ theo chồng - thành Miley Ray Hemsworth và vẫn giữ nghệ danh cũ là Miley Cyrus.
Miley đã từng là bạn rất thân với Mandy Jiroux, một vũ công từng diễn với Miley ở một số buổi diễn, họ mở một tài khoản trên YouTube và lập ra chương trình The Miley and Mandy Show.
Ngày 10 tháng 8 năm 2019, cặp đôi Miley Cyrus- Liam Hemsworth thông báo chính thức chia tay. Sau đó, Miley được bắt gặp hẹn hò với vợ cũ của Brody Jenner, Kaitlynn Carter.
Khoảng 1 tháng sau, Miley và Kaitlynn đã xác nhận chia tay. Miley cũng có bạn trai mới là Cody Simpson. Vào tháng 8 năm 2020, Cyrus cũng công khai rằng cô và Cody đã chia tay, sau đó cô ra mắt single Midnight Sky, một bài hát được truyền cảm hứng bởi những lần chia tay giữa cô và Hemsworth, Carter và Simpson.

### Thú nuôi
Cyrus nhận nuôi một chú chó bò vào tháng 8 năm 2020. Chú chó bò Daisy được giải cứu bởi các người lính cứu hỏa vào tháng 4 năm 2020 và gia nhập dàn chó được nhận nuôi khác của cô vào tháng 8.

### Tín ngưỡng tôn giáo
Cyrus được nuôi theo đạo Kito giáo và nhận diện bản thân như vậy trong suốt thời thơ ấu và tuổi trưởng thành của cô. Cyrus có nhắc tới Phật giáo Tây tạng trong bài hát "Milky Milky Milk" (2015) của cô. Tín ngưỡng của cô cũng bị ảnh hưởng bởi đạo Ấn Độ giáo.

### Chế độ ăn uống
Từ 2013 đến 2019, Cyrus tuân theo chế độ ăn chay. Vào tháng 9 năm 2020, cô công khai rằng cô không còn theo chế độ ăn chay nữa vì lý do sức khỏe: "Tôi là một người ăn chay từ rất lâu rồi và giờ tôi phải ăn thêm cá và omegas vì não tôi không thể hoạt động bình thường được". Cyrus hiện là một người theo chế độ ăn pescatarian - chế độ ăn bao gồm cá nhưng không ăn các loại thịt khác.

## Danh sách đĩa nhạc
| Album phòng thu: - Meet Miley Cyrus (2007) - Breakout (2008) - Can't Be Tamed (2010) - Bangerz (2013) - Miley Cyrus & Her Dead Petz (2015) - Younger Now (2017) - Plastic Hearts (2020) - Endless Summer Vacation (2023) - Something Beautiful (2025) | EP: - The Time of Our Lives (2009) - She Is Coming (2019) |

## Sự nghiệp phim ảnh
- Big Daddy (1999)
- Big Fish (2003)
- Hannah Montana and Miley Cyrus: Best of Both Worlds Concert (2008)
- Bolt (2008)
- Hannah Montana: The Movie (2009)
- The Last Song (2010)
- LOL (2012)
- So Undercover (2012)
- Miley: The Movement (2013)
- The Night Before (2015)
- A Very Murray Christmas (2015)
- Crisis in Six Scenes (2016)
- Guardians of the Galaxy Vol. 2 (2017)

## Lưu diễn
- Best of Both Worlds Tour (2007–2008)
- Wonder World Tour (2009)
- Gypsy Heart Tour (2011)
- Bangerz Tour (2014)
- Milky Milky Milk Tour (2015)